# Георг Гейніш
Ґеорґ Гейніш, також Георг Гайніш (нім. Georg Heinisch) — військовий і державний діяч епохи Третього Рейху, гебітскомісар Мелітополя у складі Райхскомісаріату України (1 вересня 1942 — 14 вересня 1943). Один із головних організаторів масових репресій проти мирного населення Мелітополя.

## Життєпис
Народився 8 листопада 1901 року в місті Нойштадт в сім'ї торговця. У 1923 році вступив в НСДРП. Був організатором і керівником загону СД в Бремен е і Франкфурті-на-Майні, потім до 1941 року заступником начальника штабу Гесса.
1 вересня 1942 Гейніш був призначений гебітскомісаром новоутвореного округу Мелітополь, що увійшов до складу генеральної округи Крим (напівокруга Таврія) райхскомісаріату Україна. Округ Мелітополь приблизно відповідав територіям нинішніх Мелітопольського і Приазовського районів і мав населення 193 тисячі осіб (1943).
В обов'язки Гейніша як гебітскомісара входило управління господарством на окупованій території і заготівля сільськогосподарських продуктів для постачання армії і німецького тилу. Для збільшення заготівель продукції та боротьби із саботажем Гейніш вдавався до репресій. Як він сам пізніше зізнався на Харківському процесі 1943 року, за час його керівництва Мелітопольським округом було знищено 3—4 тисячі осіб. За цей час було проведено кілька масових операцій. Зокрема, в ніч під Різдво в грудні 1942 року за саботаж і антинімецькі настрої було заарештовано одразу 1200 осіб. Заарештовані були відправлені в Сімферопольський табір для військовополонених і там розстріляні або страчені за допомогою газвагенів.
Коли восени 1943 року лінія фронту підійшла до Мелітополя, Гейніш отримав від польового коменданта генерала Тазера наказ провести насильницьку евакуацію населення. Одночасно господарськими загонами армії були зруйновані важливі в оборонному плані будівлі та установи міста.
Коли наприкінці вересня 1943 Гейніш намагався виїхати з Мелітополя, його автомобіль потрапив в засідку, влаштовану радянською розвідгрупою під командуванням лейтенанта Михайла Івановича Зубарєва, і Гейніш був узятий в полон.

15—18 грудня 1943 на Харківському процесі Гейніш виступив у ролі свідка. Він визнавав злочини нацистської окупаційної влади, проте наполягав, що його власна участь у репресіях зводилася до виконання наказів: 

Як націонал-соціаліст я покликаний виконувати накази і вказівки, отримані від фюрера. Однак я заперечую жорстокості.

У 1946 році Георг Гейніш постав перед судом, що проходив з 17 по 28 січня в Київському будинку офіцерів. Гейніш був визнаний винним у вбивстві 5000 мирних жителів і засуджений судом до страти. 29 січня 1946 разом з іншими нацистами, засудженими на Київському процесі, Георг Гейніш був повішений на нинішньому майдані Незалежності.